# Alessandro Brandão
Alessandro Lima Brandão (Brasília, 14 de abril de 1973) é um ator, bailarino, cantor, diretor e drag queen brasileiro. Conhecido por atuar em teatro, teatro musical, cinema e televisão. Conhecido também como a drag queen Nina Bellohombre que integra a dupla de drags cantoras Sara e Nina.

## Biografia
Alessandro nasceu em Brasília no ano de 1973, filho de mãe alagoana e psicologa e pai potiguar e professor de matemática. Cresceu e se formou em Brasília. Estudou nos colégios: Ursinho feliz, centro educacional Nossa senhora do Carmo, colégio Objetivo e depois na UNB. Entre os anos de 1994 e 1995 morou na cidade de Vila Nova de Gaia em Portugal.

## Carreira

### Formação
Alessandro Brandão é ator profissional sindicalizado no Distrito Federal e formado pelo curso de bacharelado em artes cênicas com habilitação em interpretação teatral da Universidade de Brasília - UNB. É bailarino profissional sindicalizado no Rio de Janeiro e formado pela Academia de Dança Clássica de Brasília Norma Lillia. Entre os anos de 1994 e 1995 estudou dança contemporânea, balé clássico e contato e improvisação na escola Ginasiano na cidade de Vila Nova De Gaia em Portugal. Neste mesmo período e mesma cidade iniciou seus estudos em canto Lírico no Conservatório de Gaia, onde foi aluno da Soprano Silvia Mateus. Continuou seus estudos em canto em Brasília onde foi aluno do tenor Flávio de Moraes, no estúdio Ateliê da Voz. Tem em sua formação vários cursos de formação com grandes artistas como Eugenio Barba, Roberta Carreri, Julia Varley, Alejandro Tomás Rodrigues, Francesca Della Monica entre outros. Alessandro também estuda acrobacia aérea na modalidade Tecido acrobático e Trapézio (circo).

### Docente
Como docente deu aulas de teatro, dança, montagem teatral e teoria do teatro na faculdade Dulcina de Moraes em Brasília, na cidade do Rio de Janeiro foi professor de dança na ONG Galpão aplauso, professor de dança contemporânea na escola Giselle Alvim. Integrou o projeto Educopédia da Secretaria de educação da prefeitura do Rio de Janeiro, entre os anos de 2010 a 2015 como revisor das aulas de artes. No ano de 2019 foi professor e co-diretor ao lado de Sueli Guerra em projeto de formatura na faculdade Casa das artes de laranjeiras - CAL.

### Teatro
Iniciou sua carreira com a peça Tamãndu’a Sam concebida e dirigida por Hamilton Vaz Pereira em 1992. Foi dirigido também por diretores como Antônio Abujamra, Hugo Rodas, Adriano Guimarães e Fernando Guimarães, João Fonseca, Caco Coelho, Diego Molina,Dennis Carvalho. Atuou ao lado de Grandes nomes, como Vera Holtz, Marcelo Antony, Cauã Reymond, Aderbal Freire Filho, Natália Thimberg entre outros. Foi integrante da cia gabinete 3, dirigida pelo irmãos Adriano e Fernando Guimarães, por 10 anos, Aonde interpretou peças de Nelson Rodrigues, Beckett e vários outros autores. Nesta companhia dividiu o palco com Cauã Reymond na peça Em Alto Mar de Sławomir Mrożek, primeira peça de teatro de Cauã. Ainda na Cia Gabinete 3 integrou o elenco da trilogia Beckett, Série de peças que reuniram em suas montagem todos os textos curtos produzidos pelo dramaturgo inglês. Nas montagem Alessandro dividiu o Palco com Vera Holtz, Marcelo Antony. Integrou também a Companhia dos Sonhos, dirigida por Hugo Rodas, por 5 anos, onde montou textos de grandes autores como Eugène Ionesco, com montagem da peça as cadeiras, Oscar Wilde, onde montaram a peça Álbum Wilde uma homenagem ao dramaturgo inglês, também Montaram Os demônios de Fiódor Dostoiévski com direção conjunta de Antonio Abujamra e Hugo Rodas,  e outros. Recebeu o prêmio Sesc de melhor ator do ano de 2007 pela peça Sonhos de uma noite de verão de William Shakespeare sob direção dos irmãos Guimarães, por sua interpretação do personagem Fundilho.

### Dança
Na dança teve sua estréia Profissional em 1992 no espetáculo Don Quixote, como solista, sob direção de Norma Lillia. Como bailarino foi coreografado por Norma Lillia, Márcia Duarte, Giselle Rodrigues, Geovani Aguiar, Marisa Godoy, Iara de Cunto, Marcelo José, Hugo Rodas, Eliana Carneiro, Dalal Achcar, Fernando Bujones, entre outros. Na dança esteve ao lado de Ana Botafogo, Fernando Bujones, Norma Pinna, Cicília Kerche, Hélio Bejane, Marcelo Misailides, Dennis Grey entre outros. Integrou a Trupe 108 cia de dança por 4 anos (1992 a 1996) e também era solista do grupo brasiliense de ballet ambos dirigidos por Norma Lillia. integrou a Cia. de Dança contemporânea baSiraH, desde sua fundação, por 11 anos (1995 a 2006), cia dirigida por Gisele Rodrigues. No Rio de Janeiro integra a cia da Ideia, dirigida por Sueli Guerra, desde 2010.

### Musical
Como Ator/cantor fez vários musicais e peças musicadas como Tamãdu`A Sam com músicas de Fausto Fawcett e Hamilton Vaz Pereira, A menina que iluninou o sol Com Músicas de Rênio Quintas e letras de Tetê Catalão e direção de Norma Lillia, Álbum Wild onde interpretou músicas de Carlos Gomes e Verdi ,com direção de Hugo Rodas, No musical No ritmo das fábulas onde interpretou e compôs as músicas ao lado do músico Mateus Ferrari sob direção de Adriano e Fernando Guimarães. Também nos musicais O mágico de Oz com direção de Charles Möeller e Cláudio Botelho, Rock in Rio - o musical com direção de João Fonseca, Elis - A musical com direção de Dennis Carvalho, Radiofonias Brasileiras com texto de Bosco Brasil e direção de Diego Molina.

### Show
Fez shows de Fados, sambas e música Italiana na noite brasiliense. Fez recitais Líricos interpretando áreas de operas e canto de câmara. Quando viveu em Portugal teve aproximação com o Fado e familiarizou-se com a canção portuguesa. Na cidade do Rio de Janeiro produziu o show o cais vazio de ti um show com fados e músicas lusófonas, Gravou em São Paulo um Ep de fados acompanhado do fadista Alexandre Matis. No ano de 2016 lançou clipe musical interpretando o Fado Saudades do Brasil em Portugal de Vinícios de Moraes.

### Sara e Nina[23]
Como Nina Bellohombre integra a dupla de dragqueens cantoras Sara e Nina que tem um largo trabalho de resgate do cancioneiro Brasileiro. Realizam trabalho de grande engajamento nas causas LGBTQIA+, com reconhecimento assegurado quando receberam uma moção de louvor e agradecimento da câmera dos vereadores do Rio de Janeiro pelo trabalho de engajamento em causas de equidade e igualdade de gênero e direitos sociais para a população LGBTQIA+. Desenvolvem também um trabalho de canções autorais.

### Televisão e Cinema
Na televisão participou de Caminhos da Índias, Viver a vida, Insensato coração e integrou o elenco de Pega Pega, todas novelas da Rede Globo.  No cinema atuou em As Vidas de Maria de Renato Barbieri, O rei de uma nota só e a borboleta azul de Del Pinno, O diário Vigiado de Luis Augusto Jungmann, Pequena paisagem do meu jardim de Alessandro Brandão e Bruno Torres, A noite por testemunha de Bruno Torres, pelo qual recebeu, em 2009, prêmio de melhor ator no 45º festival de Brasília do cinema Brasileiro , Reticências de Jackson Antunes, Hereditário de Johil Carvalho e Sérgio Lacerda, O signo de Ouro de Pedro Anísio, Berenice Procura de Allan Fiterman e Rógeria-senhor Astolfo Barroso Pinto de Pedro Gui, pelo qual recebeu prêmio de melhor ator no ano de 2019.

### Direção e Figurinos
Além de interprete atua como diretor e coreógrafo de teatro, cinema e dança. Dirigiu espetáculos como A casa de Bernarda Alba – de Garcia Lorca. O pomar inspirado em Tchekov, O balcão - de Jean Genet, A santa, a p. e a porca inspirado nas peças de Ariano Suassuna, Eu só existo quando ninguém me olha onde concebeu, dirigiu e coreografou, entre outros. Estreou como diretor de cinema no filme Pequena paisagem do meu jardim onde também é roteirista, produtor, diretor de arte e interprete. Como figurinista e já criou para teatro, cinema e dança. Foi indicado ao Prêmio Zilka Sallaberry de melhor figurino no ano de 2011, pela peça Fragmentos de sonhos do menino da lua.

## 3. Trabalhos

### Teatro
| Ano  | Título                                | Personagem                      | Ficha Técnica | Notas |
| ---- | ------------------------------------- | ------------------------------- | --- | --- |
| 1992 | Tamandu-Á-San                         | Felipe                          | Peça Musicada Direção: Hamilton Vaz Pereira Músicas: Fausto Fawcett e Hamilton Vaz Pereira                                                     | A peça sua estreia na sala Martins Pena do Teatro Nacional Cláudio Santoro em Brasília, seguindo um mês de temporada.Depois seguiu para Belo Horizonte onde teve lugar no Palácio das Artes.                         |
| 1994 | O Olho da Fechadura                   | Madame Clessi                   | Autor: Nelson Rodrigues Direção: Hugo Rodas | Junção de várias cenas das peças de Nelson Rodrigues. Peça itinerante. Teve Lugar no departamento de Artes da UNB |
| 1996 | As Cadeiras                           | Velho                           | Autor: Eugène Ionesco Direção: Hugo Rodas | A peça estreiou na Sala Alberto Nepomuceno do Teatro Nacional Cláudio Santoro. Depois seguiu por festivais estudantis brasileiros.                                                                                   |
| 1998 | Fuck You Baby                         | Sacha Pai                       | Autor: Mário Bortolotto Direção: Hugo Rodas | A peça foi o projeto de diplomação do curso de Bacharel em artes Cênicas da UNB. Depois de apresentação na faculdade teve estreia no Teatro Goldoni em Brasília.                                                     |
| 1998 | Dias Felizes                          | O Menino do Armario             | Peça/Performance autor: Samuel Beckett Direção: Adriano e Fernando Guimarães                                                                   | A peça juntava Performance e textos curtos de Beckett com a peça Dias Felizes. Teve lugar na Galeria de artes do Teatro Nacional Claudio Santoro                                                                     |
| 1999 | Três Por quatro                       | Vários                          | Direção e Concepção: Alessandro Brandão, Miriam Virna e Claudio Falcão.                                                                        | Varios esquetes de humor. A peça teve lugar no Espaço Cultural Renato Russo em Brasília |
| 1999 | A Falecida                            | Vários                          | Autor: Nelson Rodrigues Direção: Adriano e Fernando Guimarães                                                                                  | A peça teve lugar na Sala Martins Pena do teatro Nacional Cláudio Santoro |
| 2000 | Felizes para sempre                   | Vários                          | Teatro/performance/artes plásticas Autor: Sanuel Beckett Direção: Adriano e Fernando Guimarães                                                 | Vários textos de Samuel Beckett Vera Holtz Integrava o elenco A peça teve estreia no Centro Cultural Banco do Brasil e seguiu em temporada pelo Brasil                                                               |
| 2000 | O Cara                                | O cantor                        | Autor: Woody Allen Direção: Miriam Virna | A peça teve lugar no festival Fringe. |
| 2002 | As (re)Criadas                        | Madame                          | Autor: Jean Genet Direção: William Ferreira | A pea teve lugar no Espaço Cultural Renato Russo em Brasília |
| 2003 | Não Ficamos muito tempo juntos        | Vários                          | Peça/performance Autor: Samuel Beckett Direção: Adriano e Fernando Guimarães                                                                   | textos de Beckett (Catástrofe, Ato sem Palavra II, Ir e vir, Play, Respiração e outros) A peça teve lugar no CCBB de Brasília e Rio de Janeiro e grande turnê pelo pais e Espanha. Marcello Antony estava no elenco. |
| 2003 | Zé                                    | Zé                              | Peça musicada Adaptação de Woyzeck, a partir de Georg Büchner: Fernando Maques Direção: Adriano e Fernando Guimarães Músicas: fernando Marques | A peça teve lugar no teatro Dulcina em Brasília Mariana Nunes era Maria. |
| 2004 | Amor                                  | Abelardo                        | Autor: Dora Wainer Direção: Adriano e Fernando Guimarães                                                                                       | A peca teve Lugar no Teatro I do CCBB de Brasilia |
| 2004 | FotoHamlet                            | Hamlet                          | Teatro/performance Autor: William Shakespeare Direção: Adriano e Fernando Guimarães                                                            | A peça teve lugar no teatro do centro cultural da Caixa Econômica em Brasilia. Seguiu em temporada. Mariana Nunes era Ofélia                                                                                         |
| 2005 | Irmão Cecília Fala de Sexo            | Abelardo                        | Autor: Dora Wainer Direção: Adriano e Fernando Guimarães                                                                                       | teve estreia e temporada no Teatro Goldoni em Brasília. |
| 2006 | Em Alto Mar                           | Naufrago 1                      | Autor: Sławomir Mrożek Direção: Adriano E Fernando Guimarães                                                                                   | A peça teve estréia no CCBB de Brasília. Esta foi a estreia de Cauã Reymond no teatro Cauã Reymond era Naufrago 2 |
| 2007 | Contos de Alcova                      | Fiameta                         | Autor: Giovanni Boccaccio Direção: Miriam Virna                                                                                                | A peça teve lugar no Teatro Goldoni em Brasília |
| 2007 | Os Demónios                           | Nícolas Stavróguin              | Autor: Fiódor Dostoiévski Direção: Antônio Abujamra e Hugo Rodas                                                                               | A peça teve estreia no teatro I do CCBB de Brasília e seguiu em temporada para o Teatro II do CCBB do Rio de Janeiro.                                                                                                |
| 2007 | Fragmentos de sonhos do menino da lua | Adulto 1                        | Autor: Jacques Prévert Adaptação: Adalberto Müller Direção: Miriam Virna                                                                       | A peça teve estreia no CCBB de Brasília, seguindo para o ccbb do Rio de Janeiro e depois Belo Horizonte. Alessandro foi indicado como melhor Figurino no prêmio Zilda Salaberry                                      |
| 2007 | Sonho de Uma Noite de Verão           | Fundilho                        | Autor: William Shakespeare Direção: Adriano e Fernando Guimarães                                                                               | A peça teve estreia e temporada no teatro Goldoni em Brasília. Alessandro Ganhou o prêmio sesc de melhor ator. |
| 2008 | Resta Pouco a Dizer                   | Vários                          | Teatro/performance/artes plásticas Autor: Sanuel Beckett Direção: Adriano e Fernando Guimarães                                                 | a peça teve lugar no Teatro Oi Futuro do Flamengo na cidade do Rio de Janeiro. Vera Holtz, Aderbal Freire Filho estavam no elenco                                                                                    |
| 2010 | 25                                    | Homem                           | Autor: Ismar Tirelli Neto Direção: Robert Litig                                                                                                | A peça teve lugar no teatro Cena em Brasília |
| 2010 | Admirável e só para selvagens         | Bernard Marx/ John - o Selvagem | Autor: Aldous Huxley Direção: Miriam Virna/Hugo Rodas                                                                                          | A peça teve estreia no teatro Multiusa do sesc Copacaba e segunda temporada no teatro do Jockey na cidade do Rio de Janeiro                                                                                          |
| 2011 | Vestido de Noiva                      | Vários                          | Autor: Nelson Rodrigues Direção: Caco Coelho                                                                                                   | A peça teve Lugar no vão central do CCBB do Rio de Janeiro |

### Musical
| Texto do cabeçalho | Texto do cabeçalho          | Texto do cabeçalho                                | Texto do cabeçalho | |
| ------------------ | --------------------------- | ------------------------------------------------- | --- | --- |
| 1998               | A menina que iluminou o sol | Sr Raposa                                         | Musical Direção: Sheila Aragão Coreografia: Norma Lillia Música: Rênio Quintas e Tetê Catalão                                             | O Musical teve lugar na sala Villa Lobos do teatro Nacional Cláudio santoro em Brasilia.                                                                           |
| 2006               | No Ritmo das Fábulas        | Vários                                            | Autor: Fábulas de Jean de La Fontaine Direção: Adriano e Fernando Guimarães Musicas: Mateus Ferrari e Alessandro Brandão                  | A peça teve lugar no CCBB de Brasília. Alessandro além de atuar compôs as músicas ao lado de Mateus Ferrari.                                                       |
| 2012               | O Mágico de Oz              | General Winkie / Ensemble                         | Texto: L. Frank Baum Música: Harold Arlen & E.Y. Harburg Direção: Charles Möeller Versão Brasileira e Supervisão Musical: Claudio Botelho | teve estreia e temporada no Teatro João Caetano (Rio de Janeiro) No Elenco estava Luís Carlos Miele.                                                               |
| 2012 - 2013        | Rock in Rio - O musical     | Anthony/Ney Matogrosso                            | Texto e Adptacões: Rodrigo Nogueira Direção: João Fonseca                                                                                 | Teve estreia e temporada na Cidade das Artes no Rio de Janeiro teve temporada no Teatro Alfa em São Paulo                                                          |
| 2013 - 2014        | Elis - a Musical            | Carlos Imperial sub de Carlos Miele e Lennie Dale | texto: Nelson Motta e Patrícia Andrade Direçao: Dennis Camargo                                                                            | Musical de grande sucesso. teve duas temporadas na Cidade do Rio de Janeiro no teatro Oi Casagrande. Uma Temporada em São Paulo no teatro Alfa Uma turnê nacional. |
| 2015               | Radiofonías Brasileiras     | Zero, Dr Peadbody e Klamm                         | Texto: Bosco Brasil Direção: Diego Molina                                                                                                 | Teve estreia no teatro da biblioteca parque estadual rio de janeiro                                                                                                |

### Dança
| Ano  | Título                       | Personagem                   | Ficha técnica | Notas |
| ---- | ---------------------------- | ---------------------------- | --- | --- |
| 1992 | Don Quixote                  | Sancho Pança                 | Direção e coreografia: Norma Lillia Coreografia original: Marius Petipa Música: Ludwig Minkus                           | teve apresentação no teatro Dulcina outra temporada no mesmo ano na Sala vila lobos do teatro Nacional Claudio Santoro |
| 1992 | Os patinadores               | Patinador atrapalhado        | Direção a adaptação: Norma Lillia coreografia: Frederick Ashton música: Giacomo Meyerbeer                               | Estreiou na Sala Villa Lobos do teatro Nacional Claudio santoro em Brasília                                            |
| 1993 | Coppélia                     | Amigo de Franz               | Direção e Coreografia: Norma Lillia                                                                                     | Estreiou na Sala Villa Lobos do teatro Nacional Claudio santoro em Brasília                                            |
| 1994 | O lago dos Cisnes            | Exemplo                      | Direção e Coreografia: Norma Lillia Musica: Piotr Ilitch Tchaikovski                                                    | Estreiou na Martins Pena Lobos do teatro Nacional Claudio santoro em Brasília                                          |
| 1995 | Cinderella                   | Principe                     | Direção e Coreografia: Marcelo José                                                                                     | Portugal |
| 1996 | Giselle                      | Solista                      | Direção e Coreografia: Norma Lillia                                                                                     | |
| 1997 | A Bela Adormecida            | Cantalbutre/Solista          | Direção e Coreografia: Norma Lillia libreto de Marius Petipa e Ivan Vsevolojsky, coreografia Original: de Marius Petipa | |
| 1998 | Cinderella                   | Irmã                         | Direção e Coreografia: Norma Lillia                                                                                     | |
| 1999 | O Quebra Nozes               | Fritz/ Rei dos Ratos/ Chinês | Direção e Coreografia: Norma Lillia Coreografia Original: Lev Ivanov Música: Piotr Ilitch Tchaikovski                   | |
| 2000 | Don Quixote                  | Sancho Pança                 | Direção e coreografia: Norma Lillia Coreografia original: Marius Petipa Música: Ludwig Minkus                           | |
| 2001 | Carnaval dos Animais         | Galinha                      | Direção e Coreografia: Norma Lillia música:Camille Saint-Saëns                                                          | |
| 2002 | O Quebra Nozes               | Fritz/ Chinês                | Direção e Coreografia: Norma Lillia Música: Piotr Ilitch Tchaikovski                                                    | |
| 2003 | Don Quixote                  | Sancho Pança                 | Direção e coreografia: Norma Lillia Música: Ludwig Minkus                                                               | |
| 2005 | A Bela Adormecida            | Carabosse                    | Direção e Coreografia: Norma Lillia Música: Piotr Ilitch Tchaikovski                                                    | |
| 2006 | O Quebra Nozes               | Fritz/ Rei dos Ratos/ Chinês | Direção e Coreografia: Norma Lillia Música: Piotr Ilitch Tchaikovski                                                    | |
| 2009 | O Casamento em Shangrilá     | Solista                      | Direção: Dalal Achcar                                                                                                   | |
| 2011 | Alice no pais das maravilhas | Senhor Coelho                | Direção: Giselle Alvim                                                                                                  | |

### Cinema
| Ano  | Título                                  | Personagem            | Notas |
| ---- | --------------------------------------- | --------------------- | --- |
| 2004 | As Vidas de Maria                       | Raul                  | Longa-metragem Direção: Renato Barbieri                                                                                    |
| 2004 | Diário Vigiado                          | Jovem                 | Curta-metragem Direção: Luis Augusto Jungmann                                                                              |
| 2006 | O Rei de uma nota só e a Borboleta Azul | O principe/ A criança | Filme ópera - Longa-metragem Direção: Del Pinno Inspirado em duas óperas do Maestro Arnaldo Antunes                        |
| 2006 | Pequena Paisagem do meu Jardim          | O Homem dos anos 80   | Média-metragem Direção e Roteiro: Alessandro Brandão e Bruno Torres                                                        |
| 2009 | A Noite Por Testemunha                  | O Jovem mais velho    | Curta-metragem Direção: Bruno Torres. Prêmio de melhor ator de curta metragem do Festival de Brasília do cinema brasileiro |
| 2009 | Reticências                             | O Marido              | Curta-metragem Direção: Jackson Vilela                                                                                     |
| 2010 | Hereditário                             | Rique                 | Curta-metragem Direção: Johil Carvalho e Sérgio Lacerda                                                                    |
| 2011 | O signo de ouro                         | Marten                | Longa-metragem Direção: Pedro Anísio                                                                                       |
| 2016 | Berenice Procura                        | Lola Paolla           | Longa-metragem Direção: Allan Fiterman                                                                                     |
| 2018 | Rogéria - Senhor Astolfo Barroso Pinto  |                       | Docudrama Direção: Pedro Gui Prêmio de Melhor atuação no festival DIGO                                                     |

### Clipe
| Ano  | Tiitulo                                | Compositor                      | Notas |
| ---- | -------------------------------------- | ------------------------------- | --- |
| 2015 | Saudades do Brasil e Portugal          | Vinicius de Moraes/Homem Cristo | Fado Direção/Edição: Felipe Kusnitzki                                                                                          |
| 2019 | Movimento de translação - vídeo Lirics | Sara e Nina/Pedro Barbosa       | Funk Arte Gráfica - Júlia Nunes                                                                                                |
| 2020 | Céu de Framboesa - Making-of           | Sara e Nina/ Pedro Barbosa      | Canção |
| 2021 | Céu de Framboesa - Clipe Oficial       | Sara e Nina/ Pedro Barbosa      | Direção - Luis Felipe Sá/Pedro Murah Produção - Alessandro Brandão/ Gabriel Sanches Direção de Arte e Figurino - Clivia Cohen  |
| 2021 | A História de Mafalda - Clipe Oficial  | Sara e Nina/ Pedro Barbosa      | Direção - Luis Felipe Sá/ Daniel Herz Produção - Alessandro Brandão/ Gabriel Sanches Direção de Arte e Figurino - Clivia Cohen |

### Televisão[42]
| Ano  | Titulo                                           | Personagem             | Notas                                                                           |
| ---- | ------------------------------------------------ | ---------------------- | ------------------------------------------------------------------------------- |
| 2009 | Caminho das Índias Novela da Rede Globo          | Enfermeiro             | Participação Autor: Glória Perez Direção: Fred Mayrink                          |
| 2010 | Nazi Hunter's Minissérie para National Geografic | Investigador           | Elenco Episódio 7, Paul Touvier                                                 |
| 2010 | Viver a Vida (telenovela) Novela da Rede Globo   | Manoel - cabelereiro   | Participação Autor: Manoel Carlos Direção : Teresa Lampreia e Frederico Mayrink |
| 2011 | Insensato Coração Novela da Rede Globo           | Dr Edmundo             | Participação Autor: Gilberto Braga e Ricardo Linhares Direção: Dennis Carvalho  |
| 2017 | Pega Pega novela da rede Globo                   | Rouge/Rogério          | Elenco Autora: Claudia Souto Direção: Luiz Henrique Rios                        |
| 2021 | Quanto Mais Vida, Melhor! Novela da rede Globo   | Chefe                  | Elenco Autor: Mauro Wilson Direção: Allan Fiterman                              |
| 2024 | No Rancho Fundo                                  | Nina - Canta no cabaré | Participação especial                                                           |

### Prêmios
| Ano  | Prêmio                                                                            | Categoria                     | Trabalho | Resultado |
| ---- | --------------------------------------------------------------------------------- | ----------------------------- | --- | --------- |
| 2001 | prêmio Sesc de Teatro                                                             | Melhor Ator                   | Sonhos de uma noite de verão Autor: [[William Shakespeare]] Direção: Adriano e Fernando Guimarães Personagem: Fundilho | Venceu    |
| 2009 | 42º Festival de Brasília do Cinema Brasileiro                                     | Melhor Ator de curta metragem | A noite por testemunha Categoria: Curta metragem Direção: [[Bruno Torres]] Personagem: Jovem 1                         | Venceu    |
| 2011 | Prêmio Zilka Sallaberry de teatro infantil                                        | Melhor Figurino               | Fragmentos de sonhos do menino da lua Autor: Jacques Prévert Direção: Miriam Virna                                     | Indicado  |
| 2019 | Festival DIGO (Festival Internacional da diversidade sexual e de gênero de Goiás) | Melhor Atuação                | Rógeria - Senhor Astolfo Barroso Pinto Categoria: Docudrama Direção: Pedro Gui Personagem: Rogéria                     | Venceu    |